# Медисон авенија (Њујорк)
Авенија Медисон је авенија у правцу север-југ у градској области Менхетн у Њујорку, Сједињене Америчке Државе, којом се одвија једносмерни саобраћај. Полази од Медисон сквера (у 23. улици) до јужне Харлем Ривер Драјв у 142. улици. Притом пролази кроз Мидтаун, Горњи Ист Сајд (укључујући Карнеги Хил), Ист Харлем и Харлем. Добила је име и потиче од трга Медисон, који је и сам добио име по Џејмсу Медисону, четвртом председнику Сједињених Држава.
Авенија Медисон није била једна од улица укључених у уличну мрежу Генералног плана Менхетна из 1811. године, и била је урезана између Парк авеније (раније Четврте) и Пете авеније 1836. године, захваљујући труду адвоката и инвеститора за некретнине Самјуела Б. Раглса, који је претходно купио и развио њујоршки Грамерси парк 1831. године и убедио власти да створе Лексингтон Авенију и Ирвинг Плејс између Четврте авеније и Треће авеније.
Назив улице је био метоним за америчку рекламну индустрију од 1920-их. Дакле, термин "Медисон Авенија" се посебно односи на агенције и методологију оглашавања. „Технике на Медисон авенији“ се односе, према Вилијаму Сафиру, на „лаку, лукаву употребу комуникационих медија да се поигравају емоцијама“.

## Рута
У Медисон авенији се одвија једносмерни саобраћај од Источне 23. улице до Источне 135. улице, са преокретом од двосмерног саобраћаја од 14 јануара 1966, за које време је у Петој авенији промењен у једном правцу ка центру града. Између источне 135. улице и источне 142. улице, у авенији Медисон одвија се саобраћај само према југу и иде паралелно са Харлем Ривер Драјвом.
Постоје бројне структуре означене као знаменитости града Њујорка, Националне историјске знаменитости и зграде из Националног регистра историјских места на Медисон авенији. Од југа ка северу (по растућем редоследу адреса), они укључују:  
- Торањ Метрополитен осигуравајуће компаније
- Зграда суда Апелационог одељења државе Њујорк
- Зграда Њујорк лајф
- Хотел Севиља
- Емет зграда
- Колони клуб
- Зграда Медисон Белмонт
- Зграда Б. Алтман и компаније
- Црква Оваплоћења, Епископална
- Морган библиотека и музеј
- Кућа Џозефа Рафаела де Ламара
- 275 Медисон Авенија
- 400 Медисон Авенија
- Катедрала Светог Патрика
- Вилард зграде
- Лук зграда [6]
- 550 Медисон Авенија
- Фулер зграда
- 45 Источна 66. Улица
- Зграда Гертруде Рајнлендер Валдо
- 1261 Медисон Авенија
- 1321 Медисон Авенија
- Оружарница ескадриле А
- Црква Свих Светих

## Улога у рекламној индустрији
Термин „Медисон авенија“ се често користи метонимијски за америчку рекламну индустрију. Авенија Медисон је поистовећена са оглашавањем након експлозивног раста тог сектора у овој области 1920-их.
Према "The Emergence of Advertising in America", до 1861. године у Њујорку је постојало двадесет рекламних агенција; а Удружење рекламних агенција града Њујорка основано је 1911. године, што је неколико година пре оснивања Америчке асоцијације рекламних агенција.
Међу различитим приказима у популарној култури, део рекламне индустрије који се налази на Медисон авенији служи као позадина за АМЦ телевизијску драму Људи са Менхетна, која се фокусира на активности индустрије током 1960-их.
Последњих деценија многе агенције су напустиле Медисон Авенију, при чему су се неке преселиле даље у центар града, а друге на запад.  Континуирано присуство великих агенција у граду учинило је Њујорк трећим по величини тржиштем рада по глави становника у САД у 2016. години, према студији маркетиншке фирме МаркетПро за запошљавање. Данас се неколико агенција још увек налази у старом пословном кластеру на Медисон авенији. Међутим, термин се и даље користи за описивање агенцијског пословања у целини, а посебно великих агенција са седиштем у Њујорку.

## Медисон Сквер Парк и Медисон Сквер Гарден
Парк Медисон Сквер је површине 2,5 ха и простире се дуж авеније Медисон од Источне 26. улице до Источне 23. улице. На западу се граничи са Петом авенијом и Бродвејем где се укрштају. Парк је добио име по Џејмсу Медисону, четвртом председнику Сједињених Држава.
Медисон Сквер Гарден је добио име по локацији прве зграде тог имена, која се налази на североисточном углу Медисон авеније у 26. улици, преко пута Парка. Прва зграда је била некадашњи железнички терминал за главну линију Парк Авеније, коју је Ф.Т. Барнум преуредио у циркус на отвореном 1871. а преименована је у „Медисон Сквер Гарден“ 1879. (Њујоршка зграда животног осигурања сада заузима цео градски блок.) Оригинална зграда је срушена 1889. и замењена новом затвореном ареном коју је дизајнирао Станфорд Вајт која је отворена следеће године. Друга зграда је имала бронзану статуу римске богиње Дијане на торњу спортске арене. Када се 1925. преселила у нову зграду у 50. улици и Осмој авенији, задржала је старо име. Медисон Сквер Гарден се сада налази на Осмој авенији између 31. и 33. улице; међутим, и даље је задржала првобитни назив.

## Економија
Брендови са локацијама на Медисон авенији укључују: Барбери, Хермес, Том Форд, Селин, Ланвин, Валентино, Стјуарт Вајцман, Армани, Прада,  Роберт Кавали, Давидоф, Долче & Габана, Гучи, Калвин Клајн, Картије, Кристијан Лобутин, Ла Перла, Џими Чу, Викторија'с сикрит, Ролекс, Ђорђо Армани, Бакара, Каролина Ерера, Ралф Лорен и други.

### Поништена забрана бициклирања у центру града
У јулу 1987. тадашњи градоначелник Њујорка Едвард Кох предложио је забрану вожње бициклом на Петој, Парк и Медисон авенији током радних дана, али су многи бициклисти протестовали и забрана је поништена. Када је у понедељак, 24. августа 1987. започело суђење у трајању од 90 дана да се бициклистима забрани кретање у ове три авеније од 31. до 59. улице између 10 и 16 часова радним данима, мопеди нису били забрањени.